# 亞莉克希絲·阿莫爾
法比奧拉·梅格加西亞（西班牙語：Fabiola MelgarGarcía，1978年12月29日—）或稱作亞莉克希絲·阿莫爾（西班牙語：Alexis Amore）是一位祕魯前女色情演員和脫衣舞孃。

## 早期生活
阿莫爾出生於秘魯的利馬。她的母語是西班牙語。9歲時，阿莫爾搬到了美國。她在加利福尼亞州的雷東多海灘被撫養，並從何爾摩沙海灘的高中畢業。她曾在加利福尼亞州天主教醫院擔任過護士。

## 外部連結
- Alexis Amore在互联网电影资料库（IMDb）上的資料（英文）
- Alexis Amore在網際網路成人電影資料庫
- 成人電影資料庫上Alexis Amore的资料（英文）